# Abdalar
Abdalar (persiska: اَبدالَّر, عَبد اللّار, آبدالار, اَبدالّار, عبدولار, Abdāllar) är en ort i Iran. Den ligger i provinsen Zanjan, i den nordvästra delen av landet, 280 km väster om huvudstaden Teheran. Abdalar ligger 1 928 meter över havet och antalet invånare är 181.
Terrängen runt Abdalar är huvudsakligen kuperad, men åt sydväst är den platt. Runt Abdalar är det ganska glesbefolkat, med 34 invånare per kvadratkilometer. Närmaste större samhälle är Sohrevard, 8,1 km öster om Abdalar. Trakten runt Abdalar består i huvudsak av gräsmarker.